# Campionati oceaniani di atletica leggera 2015
I XV campionati oceaniani di atletica leggera si sono svolti a Cairns, in Australia, dall'8 al 10 maggio 2015 presso il Barlow Park. Gli atleti hanno gareggiato in 47 specialità, 24 maschili, 24 femminili e una mista. 
Durante la manifestazione si sono svolte anche alcune gare delle categorie allievi e master e di atletica leggera paralimpica.

## Nazioni partecipanti
Hanno preso parte a questi campionati 20 nazioni, oltre a un atleta master e squadra regionale dell'Australia che hanno gareggiato indipendentemente rispetto alla nazionale di appartenenza. 
- Australia
  - / Australia settentrionale
  -  Australian Masters Athletics
- Figi
- Guam
- Isole Cook
- Isole Marianne Settentrionali
- Isole Marshall
- Isola Norfolk
- Isole Salomone
- Kiribati
- Micronesia

- Nauru
- Nuova Caledonia
- Nuova Zelanda
- Palau
- Papua Nuova Guinea
- Polinesia francese
- Samoa
- Samoa Americane
- Tonga
- Vanuatu

## Risultati

### Uomini
| Specialità | Oro                                                                          | Prestazione | Argento                                                                         | Prestazione            | Bronzo                                                                 | Prestazione            |
| Corse piane |                                                                              |             |                                                                                 |                        |                                                                        |                        |
| 100 m | Banuve Tabakaucoro                                                           | 10"22       | Jeremy Dodson                                                                   | 10"36                  | Michael Konomamyi                                                      | 10"71                  |
| 200 m | Jeremy Dodson                                                                | 20"57       | Banuve Tabakaucoro                                                              | 20"68                  | Michael Goldie                                                         | 21"46                  |
| 400 m | Uluiyata Batinisavu                                                          | 48"22       | Jayden Barmby                                                                   | 48"69                  | Nelson Stone                                                           | 49"27                  |
| 800 m | Sam Russell                                                                  | 1'54"02     | Martin Orovo                                                                    | 1'57"12                | Veherney Babob                                                         | 1'58"11                |
| 1 500 m | Sam Russell                                                                  | 4'05"76     | Martin Orovo                                                                    | 4'08"06                | Skene Kiage                                                            | 4'12"23                |
| 5 000 m | Joshua Torley                                                                | 15'34"31    | Sapolai Yao                                                                     | 15'44"47               | / Anthony Craig                                                        | 16'15"42               |
| 10 000 m | Matthew Dryden                                                               | 34'18"41    | Loic Mevel                                                                      | 34'32"18               | Rosefelo Siosi                                                         | 37'00"71               |
| Marcia 5 000 m | Jarad Free                                                                   | 24'18"39    | Ignacio Jiminez (Australian Masters Athletics)                                  | 25'09"28               | Medaglia non assegnata                                                 | Medaglia non assegnata |
| Marcia 10 000 m | Jarad Free                                                                   | 46'17"0 m   | Ignacio Jiminez (Australian Masters Athletics)                                  | 51'29"0 m              | Medaglia non assegnata                                                 | Medaglia non assegnata |
| Corse a ostacoli |                                                                              |             |                                                                                 |                        |                                                                        |                        |
| 110 m hs | Jack Conway                                                                  | 14"40       | Cedric Dubler                                                                   | 14"72                  | Mowen Boino                                                            | 14"92                  |
| 400 m hs | Michael Cochrane                                                             | 50"69       | Mowen Boino                                                                     | 52"19                  | Alexander Schaffer                                                     | 53"01                  |
| 3 000 m siepi | Sapolai Yao                                                                  | 9'39"74     | Harry Ewing                                                                     | 9'50"68                | Skene Kiage                                                            | 9'50"99                |
| Salti |                                                                              |             |                                                                                 |                        |                                                                        |                        |
| Salto con l'asta | / Triston Vincent                                                            | 4,10 m      | Peniel Richard                                                                  | 3,60 m                 | Karo Iga                                                               | 3,60 m                 |
| Salto in alto | / John Dodds                                                                 | 2,15 m      | Jason Strano                                                                    | 2,15 m                 | Matt Nicholls                                                          | 2,10 m                 |
| Salto in lungo | Waisale Dausoko                                                              | 7,51 m      | Tim McGuire                                                                     | 7,47 m                 | Idau Asigau                                                            | 6,64 m                 |
| Salto triplo | Tim McGuire                                                                  | 14,97 m     | / Alex Ypinazar                                                                 | 14,88 m                | Peniel Richard                                                         | 14,81 m                |
| Lanci |                                                                              |             |                                                                                 |                        |                                                                        |                        |
| Getto del peso | Alexander Rose                                                               | 16,89 m     | / Albert Karo                                                                   | 13,53 m                | Joseph Dabana                                                          | 13,11 m                |
| Lancio del disco | Alexander Rose                                                               | 60,95 m     | Marshall Hall                                                                   | 59,87 m                | Justin Andre                                                           | 41,55 m                |
| Lancio del martello | Warren Button                                                                | 58,14 m     | Alexander Rose                                                                  | 53,29 m                | Justin Andre                                                           | 48,29 m                |
| Lancio del giavellotto | John Crandell                                                                | 64,35 m     | / Liam Spannenburg                                                              | 55,85 m                | Mahio Patu                                                             | 54,09 m                |
| Prove multiple |                                                                              |             |                                                                                 |                        |                                                                        |                        |
| Octathlon | Siologa Viliamu                                                              | 4395 p.     | Medaglie non assegnate                                                          | Medaglie non assegnate | Medaglie non assegnate                                                 | Medaglie non assegnate |
| Decathlon | Brent Newdick                                                                | 7140 p.     | Aaron Booth                                                                     | 6183 p.                | Alex Mander                                                            | 5919 p.                |
| Staffette |                                                                              |             |                                                                                 |                        |                                                                        |                        |
| 4×100 m | Figi Waisale Dausoko Vilisoni Rarasea Uluiyata Batinisavu Banuve Tabakaucoro | 40"98       | Papua Nuova Guinea Charles Livuan Nazmie-Lee Marai Nelson Stone Wesley Logorava | 41"70                  | Australia Benjamin Hayward Jack Conway John Crandell Michael Konomamyi | 41"86                  |
| 4×400 m | Australia Alexander Schaffer Sam Russell Matthew Crowe Jayden Barmby         | 3'15"55     | Figi Banuve Tabakaucoro Shane Tuvusa Poasa Satoqi Uluiyata Batinisavu           | 3'22"16                | Nuova Zelanda Harry Ewing Jonty Morrison Alex Mander Matthew Dryden    | 3'32"77                |
| record mondiale; record mondiale stagionale; record oceaniano; record dei campionati; record nazionale; record personale; record personale stagionale. |                                                                              |             |                                                                                 |                        |                                                                        |                        |

### Donne
| Specialità | Oro                                                                  | Prestazione | Argento                                                                 | Prestazione            | Bronzo                                                             | Prestazione            |
| Corse piane |                                                                      |             |                                                                         |                        |                                                                    |                        |
| 100 m | Toea Wisil                                                           | 11"41       | Christine Wearne                                                        | 11"52                  | Younis Bese                                                        | 11"89                  |
| 200 m | Toea Wisil                                                           | 23"71       | Betty Burua                                                             | 23"74                  | Louise Jones                                                       | 24"22                  |
| 400 m | Betty Burua                                                          | 54"32       | Louise Jones                                                            | 54"63                  | Donna Koniel                                                       | 54"89                  |
| 800 m | Donna Koniel                                                         | 2'09"58     | Holly Campbell                                                          | 2'12"17                | Talia Horgan                                                       | 2'15"24                |
| 1 500 m | Coreena Cleland                                                      | 4'27"36     | Holly Campbell                                                          | 4'29"25                | Maudie Skyring                                                     | 4'46"76                |
| 5 000 m | Sharon Firisua                                                       | 18'35"51    | Ongan Awa                                                               | 18'55"39               | Mary Kua                                                           | 19'23"09               |
| 10 000 m | Mary Kua                                                             | 40'39"52    | Miriam Goiye                                                            | 40'57"79               | Medaglia non assegnata                                             | Medaglia non assegnata |
| Marcia 5 000 m | Zoe Hunt                                                             | 25'28"75    | Jayde Hill                                                              | 27'41"22               | Medaglia non assegnata                                             | Medaglia non assegnata |
| Marcia 10 000 m | Zoe Hunt                                                             | 50'21"0 m   | Medaglie non assegnate                                                  | Medaglie non assegnate | Medaglie non assegnate                                             | Medaglie non assegnate |
| Corse a ostacoli |                                                                      |             |                                                                         |                        |                                                                    |                        |
| 100 m hs | Fiona Morrison                                                       | 13"57       | Lucie Turpin                                                            | 14"44                  | Emma Walker                                                        | 15"15                  |
| 400 m hs | Betty Burua                                                          | 59"10       | Lauren McAdam                                                           | 62"55                  | Lucie Turpin                                                       | 65"76                  |
| 3 000 m siepi | Rama Kumilgo                                                         | 11'10"48    | Coreena Cleland                                                         | 11'20"89               | Sharon Firisua                                                     | 11'27"42               |
| Salti |                                                                      |             |                                                                         |                        |                                                                    |                        |
| Salto in alto | Ashleigh Reid                                                        | 1,80 m =    | / Kimberley Jenner                                                      | 1,75 m                 | Abigail Rothery                                                    | 1,75 m                 |
| Salto in lungo | / Catherine Hannell                                                  | 5,82 m      | / Ashleigh Jones                                                        | 5,64 m                 | Helen Philemon                                                     | 5,59 m                 |
| Salto triplo | Milika Tuivanuavou                                                   | 12,29 m     | Atipa Mabonga                                                           | 11,98 m                | / Alexandra Kanowski                                               | 11,95 m                |
| Lanci |                                                                      |             |                                                                         |                        |                                                                    |                        |
| Getto del peso | Milika Tuivanuavou                                                   | 14,35 m     | Patsy Mckenzie                                                          | 13,83 m                | Ata Maama Tuutafaiva                                               | 13,65 m                |
| Lancio del disco | Siositina Hakeai                                                     | 56,06 m     | Tereapii Tapoki                                                         | 50,83 m                | / Adrienne Worth                                                   | 43,20 m                |
| Lancio del martello | Kaysanne Hockey                                                      | 54,01 m     | Laura Herbert                                                           | 50,29 m                | Kassandra Vegas                                                    | 45,59 m                |
| Lancio del giavellotto | Laura Overton                                                        | 45,87 m     | Patsy Mckenzie                                                          | 45,05 m                | Tianah List                                                        | 41,52 m                |
| Prove multiple |                                                                      |             |                                                                         |                        |                                                                    |                        |
| Eptathlon | / Sarah Wood                                                         | 5052 p.     | / Tori West                                                             | 4841 p.                | / Merissa Colledge                                                 | 4186 p.                |
| Staffette |                                                                      |             |                                                                         |                        |                                                                    |                        |
| 4×100 m | Papua Nuova Guinea Toea Wisil Betty Burua Helen Philemon Miriam Peni | 46"31       | Australia Tess Nelson Lauren O'Sullivan Kiara Chambers Christine Wearne | 46"87                  | Nuova Zelanda Emma Walker Louise Jones Livvy Wilson Fiona Morrison | 47"34                  |
| 4×400 m | Papua Nuova Guinea Betty Burua Donna Koniel Tuna Tine Miriam Peni    | 3'52"66     | Australia Lauren McAdam Maudie Skyring Coreena Cleland Beth Vanderwaal  | 3'53"99                | Nuova Zelanda Louise Jones Olivia Bryce Livvy Wilson Talia Horgan  | 3'55"55                |
| record mondiale; record mondiale stagionale; record oceaniano; record dei campionati; record nazionale; record personale; record personale stagionale. |                                                                      |             |                                                                         |                        |                                                                    |                        |

### Misti
| Specialità | Oro                                                                     | Prestazione | Argento                                                                  | Prestazione | Bronzo                                                                     | Prestazione |
| 4×400 m | Figi Younis Bese Banuve Tabakaucoro Sisilia Seavula Uluiyata Batinisavu | 1'35"32     | Papua Nuova Guinea Betty Burua Nazmie-Lee Marai Toea Wisil Peniel Joshua | 1'36"08     | Australia Christine Wearne Michael Konomamyi Ashleigh Reid Alexander Moore | 1'40"12     |
| record mondiale; record mondiale stagionale; record oceaniano; record dei campionati; record nazionale; record personale; record personale stagionale. |                                                                         |             |                                                                          |             |                                                                            |             |

## Medagliere
| Posiz. | Nazione                      | Oro | Argento | Bronzo | Totale |
| ------ | ---------------------------- | --- | ------- | ------ | ------ |
| 1      | Australia                    | 12  | 13      | 7      | 32     |
| 2      | Papua Nuova Guinea           | 10  | 10      | 11     | 31     |
| 3      | Nuova Zelanda                | 9   | 5       | 9      | 23     |
| 4      | Figi                         | 7   | 2       | 1      | 10     |
| 5      | / Australia settentrionale   | 4   | 6       | 4      | 14     |
| 6      | Samoa                        | 4   | 4       | 1      | 9      |
| 7      | Isole Salomone               | 1   | 0       | 2      | 3      |
| 8      | Australian Masters Athletics | 0   | 2       | 0      | 2      |
| 9      | Nuova Caledonia              | 0   | 1       | 1      | 2      |
| 9      | Polinesia francese           | 0   | 1       | 1      | 2      |
| 11     | Isole Cook                   | 0   | 1       | 0      | 1      |
| 12     | Guam                         | 0   | 0       | 2      | 2      |
| 13     | Tonga                        | 0   | 0       | 1      | 1      |
| 13     | Nauru                        | 0   | 0       | 1      | 1      |
| Totale | Totale                       | 47  | 45      | 41     | 133    |